# واد زاز (مصمودة)
واد زاز هي إحدى مشيخات المملكة المغربية، تتبع جغرافيا لإقليم وزان وإداريًا لمصمودة. يقدر عدد سكانها بـ 8879 نسمة حسب الإحصاء الرسمي للسكان والسكنى لسنة 2004.